# 洛伦扎·阿尔内托利
洛伦扎·阿尔内托利（義大利語：Lorenza Arnetoli，1974年3月30日—），意大利前女子篮球运动员。她曾代表意大利国家队参加1996年夏季奥林匹克运动会篮球比赛，结果获得第八名。